# Ohlenkopf
Der Ohlenkopf, auch Ohlenberg genannt, ist ein 729,2 m ü. NHN hoher Ausläufer der Wiedegge (732,3 m) im Rothaargebirge. Er liegt nahe Helmeringhausen im nordrhein-westfälischen Hochsauerlandkreis.

## Geographie

### Lage
Der Ohlenkopf liegt innerhalb des Sauerlandes im Nordteil des Rothaargebirges. Zum Gebiet der Stadt Olsberg gehörend, erhebt er sich östlich über dem Tal der Elpe als steiler Nordwestausläufer der Wiedegge, zu der ein 698 m hoher Bergsattel überleitet. Sein Gipfel liegt 1,9 km südsüdwestlich des im Tal des Voßbachs (Vossbach) befindlichen Olsberger Ortsteils Helmeringhausen. Weitere nahe Ortschaften sind das 2,4 km südöstlich gelegene Wulmeringhausen (zu Olsberg) und das 2 km (jeweils Luftlinie) westlich gelegene Andreasberg (zu Bestwig).
Auf dem Berg liegen Teile des Landschaftsschutzgebiets Olsberg (CDDA-Nr. 555554922; 1984 ausgewiesen; 79,3944 km² groß).

### Naturräumliche Zuordnung
Der Ohlenkopf gehört in der naturräumlichen Haupteinheitengruppe Süderbergland (Nr. 33), in der Haupteinheit Rothaargebirge (mit Hochsauerland) (333) und in der Untereinheit Hochsauerländer Schluchtgebirge (333.8) zum Naturraum Ramsbecker Rücken und Schluchten (Ramsbecker Höhen; 333.81). Die Landschaft fällt nach Nordwesten in die Untereinheit Oberruhrgesenke (335.0) ab, die zur Haupteinheit Sauerländer Senken (335) zählt.

## Wissenswertes
Der noch um 1990 kahle Ohlenkopf wurde größtenteils mit Fichten aufgeforstet, die am Gipfel mittlerweile nur noch den freien Ausblick in westlichen Richtungen ermöglichen – bei entsprechenden Sichtbedingungen sogar bis zum 50 km entfernten Ebbegebirge. 
1983 wurde wenige Meter vom Gipfel entfernt ein 14,3 m hohes Gipfelkreuz errichtet. Es wurde durch den Orkan Kyrill im Januar 2007 zerstört, aber im November 2007 wiedererrichtet.

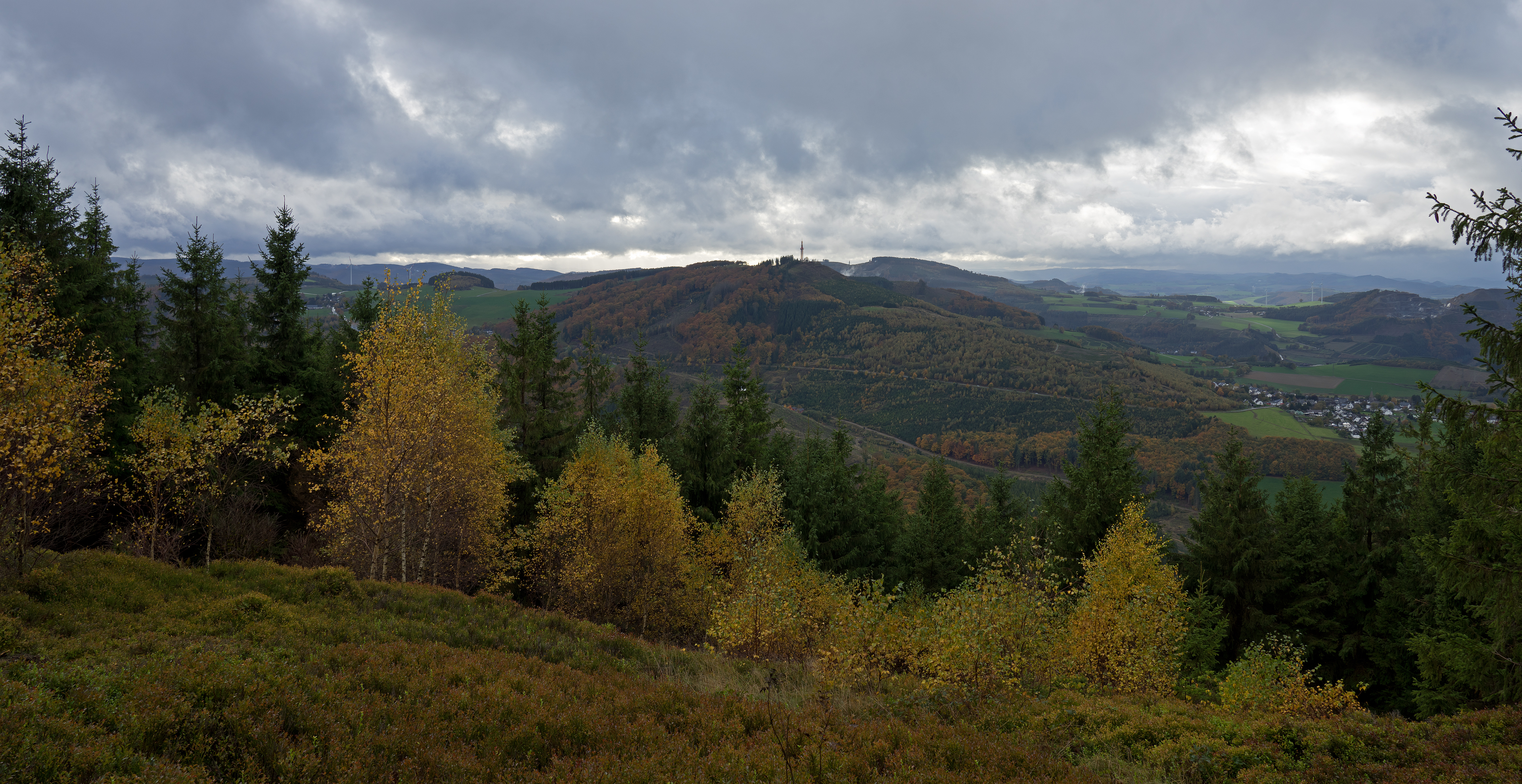
Ausblick nach Südwesten und Westen
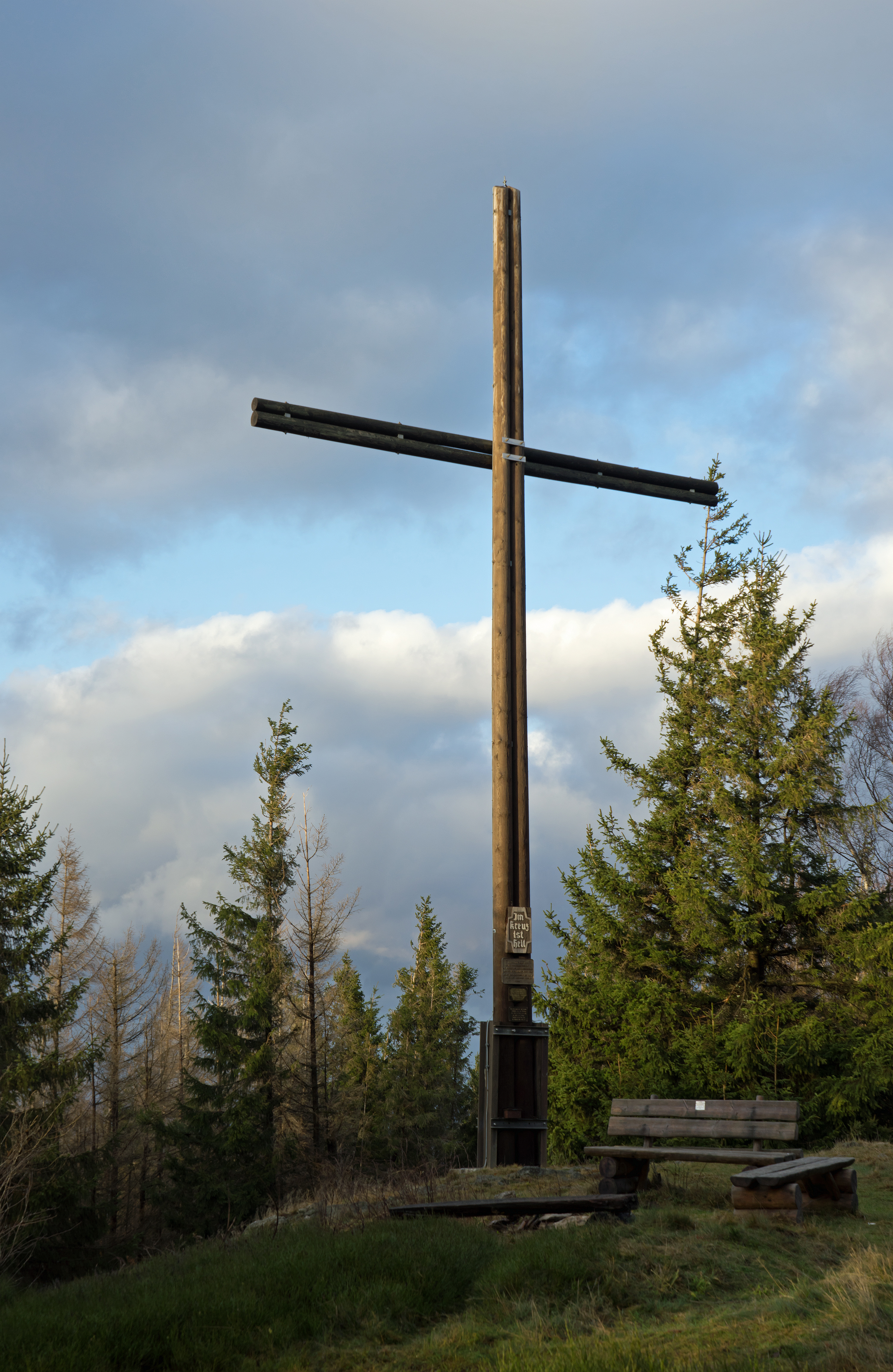
Gipfelkreuz

## Verkehr und Wandern
Westlich vorbei am Ohlenkopf führt die Kreisstraße 16 (Gevelinghausen–Elpe) entlang der Elpe, und nördlich verläuft entlang des Voßbachs die von Bigge nach Helmeringhausen führende Verbindungsstraße in Richtung des Berges. Zum Beispiel an diesen Straßen beginnend kann man auf Waldwegen und -pfaden zum Berg wandern.